# Trichoridia
Trichoridia é um gênero de traça pertencente à família Arctiidae.